# Carlos, Príncipe de Hohenzollern-Sigmaringen
Carlos de Hohenzollern-Sigmaringen (20 de fevereiro de 1785 - 11 de março de 1853) foi príncipe de Hohenzollern-Sigmaringen de 1831 a 1848.

## Biografia
Em 1833, Carlos convocou uma assembleia constitucional (Landtag, em alemão) e criou uma carta constitucional que seria a lei nas suas terras. Abriu um hospital para os seus súbditos e ordenou a construção do Ständehaus na moderna cidade de Leopoldsplatz em Sigmaringen (hoje em dia na possessão do banco Hohenzollerischen). 
Carlos também acabou com a escravatura e outras leis medievais. Durante as revoluções alemãs de 1848, Carlos abdicou do trono em favor do seu filho, Carlos Antônio, no dia 27 de agosto de 1848.
Após a morte da sua primeira esposa, Maria Antonieta Murat, no dia 19 de janeiro de 1847, Carlos casou-se com a princesa Catarina de Hohenlohe-Waldenburg-Schillingsfürst, no dia 14 de março de 1848.
Morreu no dia 11 de março de 1853 em Bolonha quando estava a caminho de Roma.

## Descendência
- Carlos Antônio, Príncipe de Hohenzollern (7 de setembro de 1811 – 2 de junho de 1885)
- Amália Antonieta Carolina Adriana de Hohenzollern-Sigmaringen (30 de abril de 1815 – 14 de janeiro de 1841)
- Frederica Guilhermina de Hohenzollern-Sigmaringen (24 de março de 1820 – 7 de setembro de 1906)